# Unlawful Entry
Unlawful Entry (Falsa seducción en España y Obsesión fatal en Hispanoamérica) es una película de suspenso de 1992 dirigida por Jonathan Kaplan y protagonizada por Kurt Russell, Ray Liotta y Madeleine Stowe. 

## Argumento
Karen y Michael son marido y mujer. Como tales ellos viven juntos y tienen una vida enormemente feliz. Sin embargo, un día sufren un intento de asalto en su propia casa que les deja traumatizados. Por ello acude en su ayuda un oficial de la policía, Pete Davis, que en un principio parece una persona encantadora que se muestra muy preocupado por ellos.
Sin embargo, en poco tiempo, él comienza a obsesionarse por su seguridad y les proporciona ideas para que no les vuelva a suceder algo tan terrible. Adicionalmente, Pete Davis comienza a comportarse de forma muy extraña e incluso pretende seducir a Karen, que se muestra confusa. El matrimonio, descubrirá poco a poco que, tras la apariencia sensible del agente se encuentra un psicópata maniático y atormentado, pero muy inteligente que está actuando según un siniestro plan.

## Reparto
| Actor             | Personaje             |
| ----------------- | --------------------- |
| Kurt Russell      | Michael Carr          |
| Ray Liotta        | Oficial Pete Davis    |
| Madeleine Stowe   | Karen Carr            |
| Roger E. Mosley   | Oficial Roy Cole      |
| Ken Lerner        | Roger Graham          |
| Deborah Offner    | Penny, amiga de Karen |
| Carmen Argenziano | Jerome Lurie          |
| Andy Romano       | Capitán Russell Hayes |

## Producción
La película se rodó en Los Ángeles. California. Empezó a filmarse a finales de verano de 1991 y, una vez terminado, se estrenó el 26 de junio de 1992.

## Recepción
Hoy en día la película ha sido valorada en portales cinematográficos y por críticos profesionales. En IMDb, con aproximadamente 20 000 votos registrados, el filme obtiene una media ponderada de 6,4 sobre 10. En cuanto a Rotten Tomatoes, los más de 5000 votos registrados allí le dieron una valoración media de 3,3 de 5, mientras que los 37 críticos profesionales registrados allí le dieron una valoración media de 6,3 de 10. También cabe destacar, que en La Vanguardia el 61 % de los usuarios registrados allí le dan una valoración positiva.